# Сауэ (совхоз)
 Опорно-показательный овощеводческий совхоз «Са́уэ» (эст. Saue Köögiviljakasvatuse Näidissovhoos) — в советское время одно из самых успешных государственных сельскохозяйственных предприятий Эстонии. Находился в Сауэском сельсовете Харьюского района. Подчинялся Главному управлению плодоовощеводства ЭССР.

## В советской Эстонии
В 1946 году был создан свиноводческий совхоз «Сауэ», в 1965 году его переименовали в Опорно-показательный овощеводческий совхоз «Сауэ», в 1980 году он получил название Опорно-показательный овощеводческий совхоз имени В. И Ленина (эст. V.I.Lenini nim. Köögiviljakasvatuse Näidissovhoos).
Общий земельный фонд совхоза составлял 7,0 тысяч гектаров, средняя численность работников в 1978 году была 1070 человек.
Сельскохозяйственных угодий насчитывалось 5,3 гектара, из них обрабатываемых — 4,2 тысячи гектара. Сельскохозяйственным производством было занято 746 человек (средняя численность за 1977 год)
Основные отрасли производства — овощеводство, цветоводство, свиноводство и племенное скотоводство. Хозяйство было отнесено к племенным фермам III класса крупного рогатого скота эстонcкой чёрно-пёстрой породы и II класса свиней эстонской беконной породы.
В 1977 году производство молока на 100 гектаров обрабатываемых земель составило 950 центнеров и мяса 301 центнер.
В совхозе работал государственный сортоиспытательный участок овощных культур и картофеля. Дождевание проводилось на площади 170 гектаров. Овощные культуры занимали 197 гектаров открытого и 6,2 гектара закрытого грунта (в том числе остеклённые теплицы 2,7 гектара). В закрытом грунте выращивались в основном огурцы и помидоры.
В совхозе было осуществлено благоустройство центральной усадьбы хозяйства и территорий вокруг его производственных зданий. На всесоюзном смотре в 1967 году центральная усадьба совхоза Сауэ была признана одним из наиболее благоустроенных сельских посёлков.
Директором совхоза с 1954 года был Герой Социалистического Труда Эдуард Альба.

## Награды
В 1971 году совхоз был награждён орденом Трудового Красного Знамени.
В 1975 году Постановлением Центрального Комитета Коммунистической Партии Эстонии, Совета Министров Эстонской ССР, Совета Профсоюзов Эстонской ССР и Центрального Комитета Ленинского коммунистического союза молодежи Эстонии совхоз «Сауэ» был признан победителем республиканского социалистического соревнования 1975 года и победителем 9-й Пятилетки за перевыполнение задания 9-й Пятилетки по продаже государству основных сельскохозяйственных культур и продуктов животноводства и растениеводства, а также за получение в среднем 36 центнеров овощей с одного гектара и 3837 килограмма молока от одной коровы. Совхозу был вручено переходное красное знамя ЦК КПЭ, Совета Министров ЭССР, Совета Профсоюзов ЭССР и ЦК ЛКСМЭ и первая денежная премия. Этим же постановлением коллектив совхоза был награждён почётной грамотой ЦК КПЭ, Совета Министров ЭССР, Совета Профсоюзов ЭССР и ЦК ЛКСМЭ  и внесён в республиканскую книгу почёта за достижение наилучших результатов в досрочном выполнении плана народного хозяйства на 1975 год и социалистическом соревновании по успешному окончанию 9-й Пятилетки.

## Кинохроника
Таллинской киностудией художественных и документальных фильмов и киностудией «Таллинфильм» были сняты документальные фильмы о совхозе «Сауэ»:
- 1957 — „Uus sigala Saue sovhoosis“ / «Новая свинарня в совхозе „Сауэ“», режиссёр Реэт Касесалу (Reet Kasesalu)
- 1963 — „Saue sovhoosis“ / «В совхозе Сауэ», режиссёр Реэт Касесалу
- 1973 — „Juurviljakoristus Saue näidissovhoosis“ / «Сбор овощей в опорно-показательном совхозе "Сауэ"», режиссёр Реэт Касесалу
- 1977 — „Saue sovhoosi aiandustööline Lehte Alba“ / «Работница совхоза «Сауэ» Лехте Альба», режиссёр Реэт Касесалу
- 1980 — „Saue Näidissovhoosi sotsialistlikud kohustused“ / «Социалистические обязательства опорно-показательного совхоза "Сауэ"»,  режиссёр Владимир Маак (Vladimir Maak)

## В независимой Эстонии
В ходе отделения Эстонии от Советского Союза совхоз был ликвидирован, как и все остальные государственные социалистические хозяйства страны. В 1990 году на его базе было создано предприятие «Агрофирма Сауэ» (эст. Saue Agrofirma), прекратившее свою деятельность в 1994 году.